# Anna Maria Anders
Anna Maria Anders (ur. 22 listopada 1950 w Londynie) – polska polityk, działaczka polonijna i dyplomatka. W latach 2016–2019 sekretarz stanu w Kancelarii Prezesa Rady Ministrów i pełnomocnik prezesa Rady Ministrów do spraw dialogu międzynarodowego, senator IX kadencji, w 2016 przewodnicząca Rady Ochrony Pamięci Walk i Męczeństwa, w latach 2019–2024 ambasador RP we Włoszech z akredytacją w San Marino.

## Życiorys
Jest córką generała Władysława Andersa i Ireny Anders.
Ukończyła filologię romańską na University of Bristol, a także studia typu MBA z ekonomii na Uniwersytecie Bostońskim. Była zatrudniona w Biurze Prasowym UNESCO w Paryżu oraz w przedsiębiorstwach branży naftowej i obrotu nieruchomościami.
Po śmierci matki została prezesem zarządu Fundacji im. gen. Władysława Andersa, zajmującej się m.in. udzielaniem stypendiów dla studentów pochodzenia polskiego z państw dawnego ZSRR.
W wyborach parlamentarnych w Polsce w 2015 kandydowała bezskutecznie na senatora w okręgu wyborczym nr 44 z ramienia Prawa i Sprawiedliwości, uzyskując 154 746 głosów (40,76%).
15 stycznia 2016 została przewodniczącą Rady Ochrony Pamięci Walk i Męczeństwa oraz sekretarzem stanu w Kancelarii Prezesa Rady Ministrów i pełnomocnikiem premiera do spraw dialogu międzynarodowego. W marcu tego samego roku przestała pełnić funkcję przewodniczącej ROPWiM, pozostając na pozostałych funkcjach w KPRM.
W 2016 została kandydatką PiS w wyborach uzupełniających do Senatu w okręgu nr 59. W wyniku głosowania z 6 marca 2016 uzyskała mandat senatora IX kadencji, otrzymując 30 661 głosów (47,26%) i pokonując m.in. Mieczysława Bagińskiego, którego poparło 41,03% głosujących. Ślubowanie złożyła 9 marca 2016, w tym samym dniu przystąpiła do klubu parlamentarnego Prawa i Sprawiedliwości, pozostając osobą bezpartyjną. W czerwcu 2019 została odwołana ze stanowisk sekretarza stanu w KPRM i pełnomocnika premiera w związku z planami objęcia funkcji ambasadora RP we Włoszech. Pod koniec sierpnia tego samego roku zrezygnowała z mandatu senatora.
W tym samym miesiącu otrzymała nominację na urząd ambasadora RP we Włoszech, została także akredytowana w San Marino. Zakończyła pełnienie misji dyplomatycznej w 2024.

## Życie prywatne
W 1986 jej mężem został amerykański oficer Robert Costa (1934–2007), z którym ma syna Roberta Władysława Costę (ur. 1993), żołnierza United States Army Rangers. Posiada obywatelstwo brytyjskie, amerykańskie oraz polskie.

## Odznaczenia i wyróżnienia
- Złoty Krzyż Zasługi (za zasługi w działalności na rzecz polskich środowisk kombatanckich w Wielkiej Brytanii, za popularyzowanie dokonań 2 Korpusu Polskiego) – 2014[20][21]
- Odznaka Honorowa za Zasługi dla Związku Sybiraków – 2015[22]
- Członkostwo honorowe Związku Oficerów Rezerwy Rzeczypospolitej Polskiej – 2015[23][24]
- Medal 100-lecia ustanowienia Sztabu Generalnego Wojska Polskiego – 2018[25]
- Złoty Medal Reipublicae Memoriae Meritum – 2022[26]
- Odznaka Honorowa Krzyż Pamięci Szlaku Nadziei – 2022[27]
- Odznaka Honorowa za Zasługi dla Polonii i Polaków za Granicą – 2023[28]
- Medal Pamiątkowy VII zmiany PKW Irini – 2023[29]